# Carne Doce
Carne Doce é uma banda brasileira de indie rock formada em 2013, em Goiânia.

## História
A banda se formou em 2013, em Goiânia, apenas com o casal Salma e Macloys, quando lançaram o primeiro material, o EP Dos Namorados.
No ano seguinte, já com a adesão dos músicos João Victor, Aderson Maia e Ricardo Machado, a banda lançou seu primeiro álbum, homônimo. Em 2015, a faixa "Sertão Urbano" ganha um videoclipe feito por Larry Sullivan.
Em 2016, a banda lançou o segundo álbum, intitulado Princesa, com composições marcadas por uma perspectiva expansiva e uma pegada política. O álbum foi eleito o 16º melhor disco de 2016 pelo site Tenho Mais Discos Que Amigos!.
Em novembro de 2017, se apresentam no Popload Festival, em São Paulo, com PJ Harvey e Phoenix.
Em julho de 2018, chega o terceiro disco da banda, Tônus. O disco foi eleito pela Rolling Stone Brasil como o 3º melhor disco de 2018 e esteve os 25 melhores discos brasileiros do segundo semestre de 2018, segundo a Associação Paulista de Críticos de Arte. O primeiro single intitulado "Nova Nova" foi lançado no dia dos namorados (12 de junho). O segundo single, "Amor Distrai (Durin)", chegou entrar na lista de virais da plataforma Spotify. Em março de 2019, lançam um videoclipe para a música "Comida Amarga", produzido em parceria com o Couple of Things, projeto formado pelos filmmakers Diana Boccara e Leo Longo.
Em 2019, a banda tocou no palco do festival Lollapalooza Brazil, em São Paulo, e iniciou sua primeira turnê internacional, passando por Portugal e Londres.
Em setembro de 2020, a banda lançou Interior, seu quarto álbum de estúdio. O disco havia sido anunciado para junho, mas foi atrasado devido a pandemia de coronavírus, o que levou o grupo a antecipar cinco singles: "Temporal" (janeiro), "Passarin" (março), "Saudade" (abril), "A Caçada" (maio) e "Hater" (setembro).
No fim de 2020, lançam um álbum ao vivo pelo Selo Sesc, com gravações captadas em show realizado no Sesc Belenzinho, em São Paulo, em fevereiro de 2020.
Em 2024, a banda lançou seu quinto álbum de estúdio, Cererê, com 10 faixas. Para promover o álbum foi lançado o single "Noite dos Tristes".

## Discografia
- 2014: Carne Doce
- 2016: Princesa
- 2018: Tônus
- 2020: Interior
- 2024: Cererê

| Ano  | Título                 | Álbum      | Diretor                       |
| ---- | ---------------------- | ---------- | ----------------------------- |
| 2014 | "Sertão Urbano"        | Carne Doce | Larry Sullivan                |
| 2016 | "Artemísia"            | Princesa   | Bruno Alves                   |
| 2016 | "Açaí"                 | Princesa   | Larry Sullivan e Lucas Santos |
| 2017 | "Falo"                 | Princesa   | Bruno Alves                   |
| 2018 | "Comida Amarga"        | Tônus      | Couple of Things              |
| 2019 | "Amor Distrai (Durin)" | Tônus      | Thaynara Rezende              |
| 2020 | "A Caçada"             | Interior   | Gabriel Martins               |
| 2021 | "A Partida"            | Interior   | Gabriel Martins               |

## Integrantes
- Salma Jô (voz)
- Macloys Aquino (guitarra)
- João Victor Santana (guitarra e sintetizadores)
- Aderson Maia (baixo)
- Frederico Valle (bateria)